# Phthalimid
Phthalimid ist eine chemische Verbindung mit der Summenformel C8H5NO2. Die weiße, kristalline Verbindung ist das Imid der Phthalsäure.

## Gewinnung und Darstellung
Das Phthalsäureimid wird durch Umsetzung von Phthalsäureanhydrid mit Ammoniak synthetisiert.

## Eigenschaften
Phthalimid ist unter Normalbedingungen ein luftunempfindlicher Feststoff, der unter Einwirkung von Licht oxidieren kann. Durch den elektronenziehenden (−M)-Effekt der beiden Carbonylgruppen besitzt Phthalimid eine ausgeprägte NH-Acidität. Der Flammpunkt liegt bei 150 °C, die Zündtemperatur bei >500 °C.

## Verwendung und Reaktionen
Die Imidgruppe reagiert sauer (pKS = 8,3) und lässt sich leicht mit alkoholischer Kaliumhydroxidlösung zu Kaliumphthalimid umsetzen.
Kaliumphthalimid ist ein Reagenz für die Synthese primärer Amine nach dem Prinzip der Gabriel-Synthese. Zudem wird Phthalimid in Pflanzenschutzmitteln (z. B. Folpet), Farbstoffen und als Ausgangsstoff für Anthranilsäure benötigt.